# Verdil
Verdil is een inheemse witte druivenras van de vitis vinifera die gebruikt wordt in de Spaanse wijnbouwstreek de Levante.
Het is een zeldzaam druivenras die in de jaren 90 van de vorige eeuw – met een slechts 10 hectare bebouwd oppervlak – bijna uitgestorven was.
In de autonome gemeenschappen Valencia nabij Alicante en Murcia nabij Yecla, is zij nog aanwezig. Een kleine groep wijnboeren probeert er de soort te behouden. In de jaren na 2010 is het areaal van deze wijnstokken gegroeid naar zo’n 50 ha.
Wanneer de druif op tijd geoogst wordt geeft het een fruitige wijn met voldoende hoge zuren.
De druif wordt meestal gemixt met andere witte druiven. Een eigenschap is dat het wijnen met een hoog alcoholpercentage meer structuur geeft. Wijn met de verdildruif wordt aanbevolen jong te drinken. Zuivere verdil-wijn binnen een jaar. Het is een goede begeleider voor visgerechten en als aperitief.

## Ampelografie
Ampelografische variëteitskenmerken zijn middelgrote bladeren met meestal vijf sterk ingesprongen lobben. De druif is middelgroot in een dichte tros. De ronde bessen (druiven) hebben bij het narijpen een goudgele kleur. Het heeft hermafrodiet bloemen en is daarmee zelfbestuivend.
Synoniem: Verdiel,